# UK Subs
UK Subs est un groupe de punk rock britannique, originaire de Londres, en Angleterre. Formé en 1976, il est parmi les groupes de la première vague du punk britannique.

## Biographie
Le groupe est formé en 1976 à Londres, en Angleterre. Initialement nommé UK Subversives, il change de nom pour des raisons pratiques. À l'origine, le groupe se composait de Charlie Harper (chant), Nicky Garratt (guitare), Pete Davies (batterie) et Paul Slack (guitare basse). Le chanteur Charlie Harper, plus âgé que les autres membres du groupe, a déjà un passé musical sur la scène underground londonienne, notamment la scène pub-rock. Toutefois, le style musical des UK Subs est assez semblable à des groupes tels que Sham 69, Stiff Little Fingers ou The Vibrators et dans une moindre mesure Doctor Feelgood, Eddie and the Hot Rods ou The Lurkers. Le groupe combine alors l'énergie du punk et du rock and roll de la scène pub rock britannique.
Le groupe joue à plusieurs sessions musicales de l'animateur John Peel en 1977 et 1978 sur la BBC Radio 1. Il assure l'ouverture pour The Police dans quelques concerts et enregistre un set au Roxy (un club punk), publié en 1980 sous le titre Live Kicks. Rapidement, le groupe connait le succès avec la sortie des singles Warhead, I Live in a Car et Tomorrow's Girls et plusieurs de ses chansons entrent dans le top quatre au Royaume-Uni. Le succès du groupe est à son apogée en 1980, avec la sortie de son album le plus vendu, Crash Course, puis dans les années 1980 avec l'arrivée du nouveau bassiste Alvin Gibbs et du batteur Steve Roberts. Ils expérimentent alors une musique plus dure (punk hardcore) avec un de leurs albums les plus accomplis, Flood of Lies. Des dizaines de musiciens se succèdent ensuite au sein du groupe, avec notamment Lars Frederiksen (qui rejoindra Rancid), Tezz Roberts (Discharge, Ministry), Karl Morris (The Exploited) ou encore Knox (Vibrators). D'un album à l'autre, d'une tournée à l'autre ou même d'une date de concert à l'autre, les membres différent continuellement. Le seul présent depuis la formation du groupe en 1976 est le chanteur-leader Charlie Harper (qui a eu 70 ans en 2015). 
Toutefois, en 2004, la seconde formation considérée comme classique (1980-1982) se reforme : Charlie Harper (chant), Nicky Garratt (guitare), Alvin Gibbs (guitare basse, ex-Iggy Pop), en plus du jeune Jason Willer à la batterie. Cette formation s'est d'ailleurs reformée régulièrement depuis 1997. Ainsi en 2004, les UK Subs effectuent une tournée européenne, puis une tournée d'adieu aux États-Unis, avant de sortir également en octobre 2005 l'album live Violent State sur le label français Combat Rock. 
Malgré ses nombreux changements de personnel, le groupe n'a jamais cessé de donner des concerts durant toutes ces années. Ainsi, ils jouent en France le 4 février 2008 à Montpellier (avec The Vibrators), le 23 février 2008 à Lille, le 5 juillet 2008 à St-Bonnet-le-Château (Oulala Festival), le 13 janvier 2009 à Paris (avec The Vibrators) ou le 8 juillet 2017 à Bailleul (festival En Nord Beat). Les UK Subs ne se sont jamais éteints, devenant ainsi un des rares groupes survivants de l'ère du punk britannique de la fin des années 1970. 
À la suite de la sortie du nouvel album, Ziezo, le groupe annonce l'éviction de Jet du poste de guitariste en 2016.

## Discographie
- 1979 : Another Kind of Blues
- 1980 : Brand New Age
- 1981 : Diminished Responsibility
- 1982 : Endangered Species
- 1983 : Flood of Lies
- 1984 : Gross Out USA
- 1985 : Huntington Beach
- 1986 : In Action
- 1987 : Japan Today
- 1988 : Killing Time
- 1991 : Mad Cow Fever
- 1993 : Normal Service Resumed
- 1996 : Occupied
- 1997 : Quintessential
- 1997 : Riot
- 1999 : Submission
- 2000 : Time Warp'
- 2002 : Universal
- 2005 : Violent State
- 2010 : Work in progress
- 2013 : XXIV
- 2015 : Yellow Leader
- 2016 : Ziezo

### Albums live
- 1980 : Crash Course
- 1989 : Live In Paris
- 2004 : Violent State

### Compilation
- 1996 : Peel Sessions 1978-79
- 1996 : The GEM Singles 1979-1981